# Barrio Santa Teresa
Barrio Santa Teresa är en ort i Mexiko.   Den ligger i kommunen Tenancingo och delstaten Mexiko, i den sydöstra delen av landet, 70 km sydväst om huvudstaden Mexico City. Barrio Santa Teresa ligger 2 019 meter över havet och antalet invånare är 713.
Terrängen runt Barrio Santa Teresa är lite bergig. Runt Barrio Santa Teresa är det tätbefolkat, med 550 invånare per kvadratkilometer. Närmaste större samhälle är Tenancingo de Degollado, 1,3 km öster om Barrio Santa Teresa. Omgivningarna runt Barrio Santa Teresa är en mosaik av jordbruksmark och naturlig växtlighet.